# Dryopteris telesii
Dryopteris telesii är en träjonväxtart som beskrevs av Fraser-jenk. Dryopteris telesii ingår i släktet Dryopteris och familjen Dryopteridaceae. Inga underarter finns listade.